# Pyrota bilineata
Pyrota bilineata är en skalbaggsart som beskrevs av Horn 1885. Pyrota bilineata ingår i släktet Pyrota och familjen oljebaggar. Inga underarter finns listade i Catalogue of Life.